# Vaso di Pandora

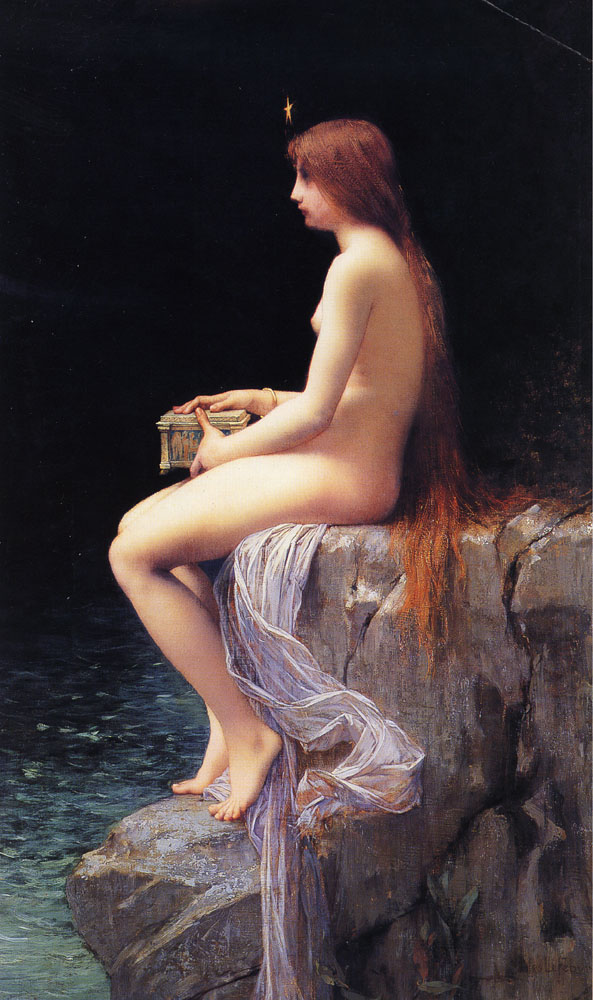
Pandora (1882) di Jules Joseph Lefebvre

Il vaso di Pandora (chiamato anche scrigno di Pandora) è, nella mitologia greca, il leggendario contenitore di tutti i mali che si riversarono nel mondo dopo la sua apertura.

## Il mito

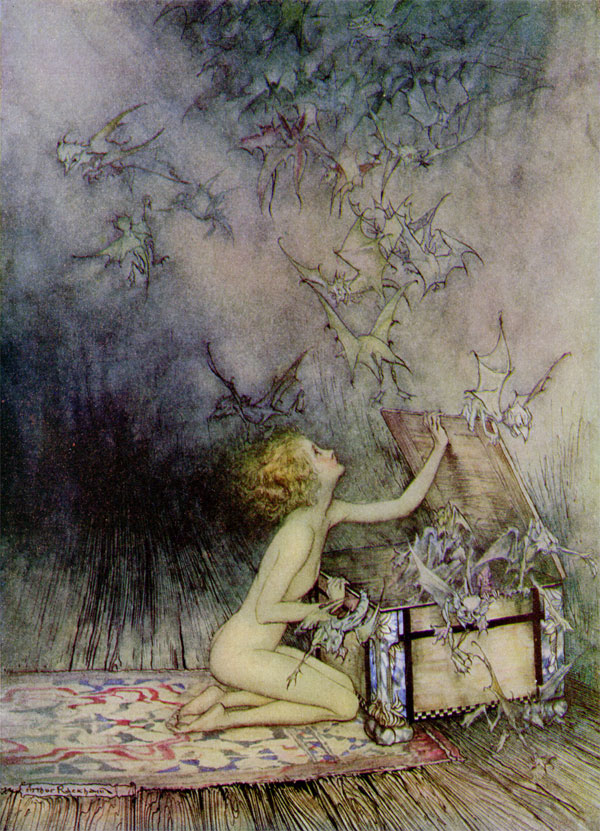
Pandora apre lo scrigno, in una raffigurazione di Arthur Rackham

Per vendicarsi di Prometeo, il titano che  aveva donato il fuoco agli uomini rubandolo a Zeus, il re degli dei decide di donare la prima donna mortale, Pandora, agli uomini. Si tratta di una sottile vendetta perché Pandora, resa bellissima da Afrodite, a cui Era aveva insegnato le arti manuali e Apollo la musica e che era stata resa viva da Atena, è destinata ad arrecare la perdizione al genere umano.
Secondo il racconto tramandato dal poeta Esiodo ne Le opere e i giorni, il "vaso" (pithos, πίθος in greco antico) era un dono fatto a Pandora da Zeus, il quale le aveva raccomandato di non aprirlo. Questo vaso, che avrebbe dovuto contenere il grano, conteneva invece tutti i mali che affliggono l'uomo e che erano fino a quel momento separati da lui.
Pandora, che aveva ricevuto dal dio Ermes il "dono" della curiosità, non tardò però a scoperchiarlo, liberando così tutti i mali del mondo, che erano gli spiriti maligni della "vecchiaia", "gelosia", "malattia", "pazzia" e il "vizio". Sul fondo del vaso rimase soltanto la speranza (Elpis), che non fece in tempo ad allontanarsi prima che il vaso venisse chiuso di nuovo. Aprendo il vaso, Pandora condanna l'umanità a una vita di sofferenze, realizzando così la punizione di Zeus. 
Prima di questo momento l'umanità aveva vissuto libera da mali, fatiche o preoccupazioni di sorta e gli uomini erano, così come gli dei, immortali. Dopo l'apertura del vaso il mondo divenne un luogo desolato ed inospitale, simile ad un deserto.
Con il mito del vaso di Pandora la teodicea greca assegna alla curiosità femminile la responsabilità di aver reso dolorosa la vita dell'uomo.

## Nella cultura di massa
Al giorno d'oggi l'espressione "vaso di Pandora" viene usata metaforicamente per alludere all'improvvisa scoperta di un problema o una serie di problemi che per molto tempo erano rimasti nascosti e che una volta manifestatisi non è più possibile tornare a celare. Un'altra espressione dal significato simile è "far uscire il genio dalla bottiglia".
Il vaso di Pandora, come molti altri elementi della mitologia greca, è stato più volte ripreso nella cultura moderna, sebbene a volte la leggenda venga modificata riadattandola al contesto in cui è inserita. Rielaborazioni del mito si trovano ad esempio in alcune serie di videogiochi: in Street Fighter X Tekken, ad esempio, la trama gira intorno ai personaggi di entrambe le saghe che partono alla ricerca di un misterioso cubo venuto dallo spazio, chiamato per l'appunto "Vaso di Pandora".
Anche il fumettista Masashi Kishimoto ha utilizzato il mito del Vaso di Pandora nella sua nuova opera "Samurai 8: La leggenda di Hachimaru"